# 299-й корабельний штурмовий авіаційний полк (СРСР)
299-й корабельний штурмовий авіаційний полк (299 КШАП, в/ч 10535) — формування військової авіації у складі Військово-морського флоту СРСР, що існувало у 1976—1992 роках. Основним завданням полку було перенавчання особового складу на нову авіаційну техніку — літаки вертикального зльоту і посадки Як-38.
У 1992 році, після розпаду СРСР, полк перейшов під юрисдикцію України, і був згодом переформований як 299-та бригада тактичної авіації.

## Історія
Історія частини починається з 299-го корабельного штурмового авіаційного полку, що був сформований на аеродромі Саки в жовтні 1976 року.
Основним завданням полку було перенавчання особового складу на нову авіаційну техніку — літаки вертикального зльоту і посадки Як-38, — і підготовка його до бойових дій.
У липні 1991 року наказом командувача ВМФ СРСР польоти на Як-38 призупинені і даний тип літальних апаратів знятий з експлуатації. На зміну їм приходять літаки Су-25. Полк продовжує виконувати поставлені завдання і починає підготовку екіпажів до польотів з палуби авіаносного корабля на злітно-посадковому комплексі «Нитка».
У 1992 році, після розпаду СРСР, полк перейшов під юрисдикцію України, і був згодом переформований як 299-та бригада тактичної авіації.

## Командири
- 16.10.1976–15.04.1977 — полковник Матковський Феоктист Григорович
- 28.05.1977–27.06.1984 — полковник Ковальов Геннадій Лукич
- 27.06.1984–17.04.1990 — полковник Бакулін Геннадій Георгійович
- 17.04.1990–18.06.1991 — полковник Железов Олександр Миколайович

## Оснащення
На озброєнні полку перебували літаки Як-38.

## Катастрофи і втрати
| Дата           | Модекс | Екіпаж                                         | Місце      | Обставини | Тип літака |
| -------------- | ------ | ---------------------------------------------- | ---------- | --- | ---------- |
| 15 апреля 1977 |        | полковник Матковський майор Зарицький          | Крим, Саки | Проблеми з склом фонаря кабіни, літак впав в озеро Кізім-Яр, екіпаж не зміг катапультуватись                         | МіГ-21     |
| 7 червня 1977  |        | капітан Новічков                               |            | Відмова системи реактивного управління, пілот зміг катапультуватись                                                  | Як-38      |
| 26 жовтня 1978 |        | майор Безкровний                               | Чорне море | Помилка пілота в експлуатації льотної техніки, пілот катапультувався на низькій висоті та загинув                    | Як-38      |
| 21 травня 1980 |        | майор Кулішов льотчик-випробовувач Стрельніков | Крим, Саки | Внаслідок польоту на низькій висоті та помилки пілота по правилах польоту, літак розбився та затонув, екіпаж загинув | МіГ-21     |
| травень 1980   |        | полковник Козлов                               | ДРА        | При спробі підняти літак у повітря, пілот вижив, але отримав серйозну травму хребта                                  | Як-38      |
| 16 квітня 1986 |        | майор Атласов полковник Бакулін                | Крим, Саки | Внаслідок попадання в супутній струмінь пілоти втратили керування та вдало катапультувались                          | Як-38      |
| 7 січня 1987   |        | майор Хоменко майор Мавляєв                    |            | Причина не встановлена                                                                                               | МіГ-21     |
| 4 липня 1988   |        | майор Василющенко                              | Крим, Саки | Самовимкнення підйомних двигунів, пілот катапультувався однак приземлився на місце палаючого літака                  | Як-38      |
| 22 червня 1989 |        | капітан Мокроусов                              | Крим, Саки | Після вимкнення форсажу внаслідок падіння оборотів двигуна                                                           | МіГ-21     |
| 25 червня 1991 |        | майор Лукащук                                  | Крим, Саки | Самовільне розкриття фонаря кабіни, катапультування відбулось в момент падіння пілот загинув                         | Як-38      |
| 9 серпня 1991  |        | майор Лелюк                                    | Чорне море | Втрата просторового орієнтування                                                                                     | Су-25      |